# Taksony (ort i Ungern)
Taksony är en ort i Ungern.   Den ligger i provinsen Pest, i den centrala delen av landet, 19 km söder om huvudstaden Budapest. Taksony ligger 105 meter över havet och antalet invånare är 6 129.
Terrängen runt Taksony är mycket platt. Runt Taksony är det ganska glesbefolkat, med 43 invånare per kvadratkilometer. Närmaste större samhälle är Budapest, 18,8 km norr om Taksony. Trakten runt Taksony består till största delen av jordbruksmark.